# Alexander Wendt
Pour les articles homonymes, voir Wendt.
Alexander Wendt, né le 12 juin 1958 à Mayence, est l’une des figures de proue de l'application de la théorie du constructivisme social au champ des relations internationales. Wendt et d’autres chercheurs tels que Nicholas Onuf, Peter J. Katzenstein, Michael Barnett, Kathryn Sikkink, John Ruggie et Martha Finnemore, ont, sur une période de temps assez courte, adapté une école née en sociologie dans les années 1960 pour établir le constructivisme comme la troisième école de pensée en importance dans le domaine des relations internationales.

## Biographie
Alexander Wendt est né à Mayence, en Allemagne de l'Ouest. Il a fait ses études en sciences politiques et en philosophie au Macalester College avant de décrocher un doctorat en sciences politiques de l’Université du Minnesota en 1989, sous la supervision de Raymond Duvall. Wendt enseigne ensuite à l’Université Yale de 1989 à 1997, au Dartmouth College de 1997 à 1999, à l’Université de Chicago de 1999 à 2004 et à l'Université d'État de l'Ohio. Il est le conjoint de Jennifer Mitzen, un autre membre de la faculté de science politique de son université.
Il travaille en ce moment sur deux projets : l’explication téléologique de l’établissement inéluctable d’un État-Monde et l’application de la mécanique quantique aux sciences sociales.

## Une théorie sociale de la politique internationale
L’ouvrage le plus influent de Wendt est sans aucun doute Social Theory of International Politics (Cambridge University Press, 1999) qui reprend et approfondi son article de 1992 L’Anarchie est ce que les États en font (Anarchy is What States Make Of It), qui se veut une réponse au livre phare Théorie de la politique internationale (Theory of International Politics) de l’auteur réaliste Kenneth Waltz.
Wendt partage avec les réalistes la prémisse que le système des États est en situation d’anarchie. Cependant, il nie le fait que cette absence de pouvoir central implique que les États soient obligés de demeurer dans une situation hobbésienne de conflit permanent pour survivre. Pour Wendt, la compétition violente n’est qu’une des nombreuses issues de la création d’un système d’États. Il arrive à cette conclusion en nuançant le matérialisme du néoréalisme et en mettant l’emphase sur d’autres variables comme les idées, les normes et la culture. En fait, l’intérêt national, l’identité et le concept même du pouvoir sont constitués par des idées. Par exemple, le fait qu’il n’existe pratiquement plus de guerre de conquête territoriale est une idée ou une convention qui fut remise en cause par l’Allemagne nazie.
Dans Social Theory of International Politics', les idées qui constituent les intérêts et les identités sont dites être constituées de manière « intersubjectives ». Elles sont le résultat de l’interaction constante des États les uns avec les autres. C’est ainsi beaucoup plus la réalité des relations que la structure qui détermine la politique internationale. La description réaliste du monde est ainsi parfois juste, mais elle n’est pas absolue et intemporelle, elle ne fait partie que d'une construction ou constitution sociale.
En plaçant les idées, les normes et la culture au centre de son interprétation de la politique internationale, la théorie de Wendt ouvre la porte à la possibilité de transformer le système des États et le rendre par exemple plus juste ou pacifique, ce que nie le structuralisme matérialiste des néoréalistes.

### Contexte et aperçu de la théorie sociale de la politique internationale
Depuis la fin de la guerre froide, le réalisme, étant à plusieurs niveaux la conception prépondérante des théories des relations internationales, a subi les assauts du concept constructiviste émergent. Les néoréalistes (ou réalistes structurels), s’inspirant des travaux des Kenneth Waltz, ont été tout particulièrement mises en cause.
Cette école du réalisme affirme que l’anarchie et la distribution du pouvoir entre les États est le moteur de la politique dans le monde. Les constructivistes répliquent qu’il manque un facteur essentiel, notamment les idées partagées de manière intersubjectives qui moulent les comportements en constituants les identités et les intérêts des acteurs.
L’intersubjectivité n’est pas l’objectivité, elle est constituée d’idées, d'éléments impalpables. Elle n’est pas non plus la subjectivité puisque la perception d’un seul acteur d’un évènement ne permet pas de créer une norme. C’est plutôt les subjectivités de plusieurs acteurs qui en arrivent à se rencontrer et à bâtir des passerelles entre elles.
Wendt défie le principe central du néoréalisme qui affirme que l’anarchie force les États à entrer en compétition les uns contre les autres pour assurer leur sécurité. D’après le chercheur, le fait qu’un système soit conflictuel ou pacifique dépend non de l’anarchie et du pouvoir, mais d’une culture partagée. L’anarchie n’a pas de logique intemporelle, elle revêt différentes formes culturelles à travers l’histoire. L’auteur distingue le temps hobbésien, du lockien et du kantien (du nom de philosophes influents). Ces différents états dépendent de la volonté des acteurs à soumettre leur comportement à différentes « règles » communément acceptée à l’intérieur du système. Parce que la conception qu’un État se fait de lui-même est en partie produite par les gestes diplomatiques de ses pairs, ils peuvent faire évoluer la structure par les gestes qu’ils posent.
Si l’anarchie est bien ce que les États en font, alors le réalisme encaisse un coup dur : les États ne sont pas condamnés par la situation anarchique de la sphère internationale à rechercher le pouvoir relatif et à provoquer constamment des conflits tragiques. Ils peuvent agir pour transformer la culture intersubjective qui constitue le système en consacrant à travers l’habitude des attitudes moins égoïstes pouvant assurer une paix durable.

### Le paradigme constructiviste et Wendt
Trois éléments font du constructivisme une théorie à part entière des théories des relations internationales.
Premièrement, la politique mondiale est définie comme guidée par les idées partagées, des normes et des valeurs qu’ont les différents acteurs. Le constructivisme se penche tout particulièrement sur l’intersubjectivité du savoir parce que les constructivistes désirent mettre l’emphase sur l’aspect social de l’existence humaine, sur l’influence du milieu et des interactions sur la constitution de nos comportements. Rien à voir avec la force causale du néo-réalisme, la structure du système, qui est intemporelle et imposée aux agents (On parle d’acteurs dans le constructivisme pour montrer le libre arbitre des unités et d’agents dans les théories réalistes où l’unité est forcée d’agir par le système).
Deuxièmement, la structure idéelle (l’espace intersubjectif) a un rôle constitutif et non seulement constitutif sur les acteurs. C’est-à-dire que la structure invite les acteurs à redéfinir leurs intérêts et leurs identités dans un vaste processus d’interactions. Au contraire des théories dites « rationalistes » (néo-libéralisme et néo-réalisme) qui posent les intérêts des États comme des constantes invariables pour définir la force causale qui sous-tend les relations internationales, le constructivisme se penche sur la structure idéelle qui forme la façon dont les acteurs se définissent (qui ils sont, leurs intérêts et comment atteindre leurs buts).
Troisièmement, la structure idéelle et les acteurs se constituent et se définissent constamment l’un l’autre. Si la structure définit le comportement et les intérêts des acteurs, ceux-ci altèrent la structure par leurs agissements. C’est qu’il est difficile, mais pas impossible pour un acteur d’agir en dehors de la structure ou de manière originale. Ce type d’agissements transforment les dialogues et contribuent ainsi à altérer la structure. Les individus ou les États peuvent ainsi défier la structure et se sortir de certaines situations dysfonctionnelles qui perpétuent des pratiques de confrontation par exemple.
Ainsi, pour les constructivistes, il est essentiel de reconnaître que la réalité d’un acteur est toujours historiquement construite. Elle est le produit de l’activité humaine et peut, au moins en théorie, être transcendée en instituant de nouvelles pratiques sociales. Ce processus de transformation peut être lent, les acteurs affrontant parfois des milliers d’années de socialisation. Seulement, même les structures les mieux enracinées peuvent être remises en question par la simple volonté. L’affirmation néo-réaliste voulant qu’il y ait des schémas universels de la politique internationale, contraints par la structure inaltérable de l’anarchie du système mondial, est très sévèrement critiquée par les constructivistes.
Les théories de Wendt partagent ce corpus constructiviste, mais en dérivent aussi grandement. Pour Wendt le corps du constructivisme social est à la fois trop extrême et trop limité dans sa critique du néo-réalisme. Il est trop extrême quand il affirme que les idées sont les seuls éléments importants du système mondial. Wendt soutient plutôt que les forces matérielles existent et qu’ils disposent d’une certaine influence sur le comportement des acteurs. De plus, l’État est un acteur à part entière qui existe indépendamment des interactions avec ses pairs. Il n’est donc pas une construction sociale au même titre que l’argent par exemple.  L’État dispose ainsi de quelques intérêts de base qui ne découlent pas de la structure idéelle (comme « l’instinct de survie »).
Le corpus constructiviste est aussi trop limité quand on en vient à tester la théorie des idées en tant que facteur causal face à certaines variables réalistes comme le pouvoir ou les intérêts, sans explorer le degré auquel ces variables apparemment « matérielles » sont en fait constituées par des processus intersubjectifs.
La cible de son ouvrage principal est sans conteste le néo-réalisme de Kenneth Waltz et son « but ultime » est de faire pour le constructivisme ce que Waltz a fait pour le réalisme, c’est-à-dire construire une théorie cohérente et systématique qui met à jour les forces de la structure, cette fois du point de vue des normes et des idées (De là provient la similitude des titres des ouvrages de Wendt et de Waltz).

### La théorie constructiviste de Wendt
Les États sont des unités autonomes possédant une identité « corporative » d’acteur souverain qui n’est pas liée à la socialisation avec les autres États. Elle provient de l’intérieur, des pratiques discursives des différents individus et groupes sociaux.
De plus, et ce point est critiqué par les constructivistes plus radicaux, Wendt suggère que l’État a certains besoins essentiels qui proviennent de sa nature d’unité politique autonome : le besoin de survie, l’autonomie, le bien-être économique et l’estime de soi collective (c’est-à-dire le besoin qu’a le groupe de s’apprécier). Wendt soutient aussi que l’État, au moins à ses débuts, a une tendance à agir égoïstement dans ses rapports avec ses pairs.
Wendt reconnait que les membres de groupes, comme la théorie de l’identité sociale l’a démontrée, font preuve de favoritisme entre eux quand ils ont affaire à des individus externes au groupe. Cela signifie que dans les étapes initiales de l’interaction entre les États, on peut s’attendre à une attitude égoïste de la part des différents acteurs.
Cependant, les concessions de Wendt au paradigme néoréaliste ne signifient pas que ces penchants égoïstes seront toujours dominants et que les États n’apprendront jamais à coopérer entre eux. Les interactions entre les États peuvent mener les acteurs à la redéfinition significative d’eux-mêmes. Au cours du processus d’interaction, les États adoptent certains rôles et assignent des rôles aux autres parties. Cela peut mener à l’un des deux scénarios suivants : une reproduction de la conception égoïste de Soi et de l’Autre ou une transformation de l’espace intersubjectif prônant une plus grande coopération. Le point essentiel pour Wendt est que la structure n’existe pas en dehors du processus de sa création. La structure, insiste-t-il, « existe, a des effets et évolue seulement par les agents et leurs pratiques ». Les acteurs finissent par développer des identités qui englobent l’Autre comme partie intégrante de Soi.

## La critique de Wendt du réalisme structurel
Wendt soutient que derrière le modèle explicite de la politique internationale de Waltz mettant l’emphase sur l’anarchie et la distribution des capacités matérielles comme facteurs de causalité principaux, se cache un modèle implicite de distribution des intérêts entre les États. Le néoréalisme ne peut expliquer les changements se produisant dans la sphère internationale sans invoquer implicitement l’existence de différents types d’États, ceux qui cherchent à préserver leurs avoirs (États statu quo) et ceux qui désirent transformer le système par la force (États révisionnistes). Les systèmes ne contenant que des États statu quo vivent très différemment l’anarchie que les systèmes contenant des États révisionnistes (France de Napoléon, Allemagne d’Hitler).
Wendt suggère que les États statu quo se comportent de manière relativement pacifique (anarchie de type lockéenne ou même kantienne), quand les États révisionnistes adoptent des approches conflictuelles en menaçant jusqu’à l’existence de leurs voisins (anarchie hobbesienne). Cet argument implique que l’anarchie définie simplement par l’absence d’autorité n’a pas de logique propre. En fait, les résultats de l’anarchie et de la distribution du pouvoir dépendront grandement de la distribution des intérêts dans le système (ce que les États veulent).
L’anarchie produit donc des intérêts différents indépendamment de la puissance, ce n’est pas tous les États dominants qui chercheront à anéantir leurs voisins. Le néoréalisme de Waltz est ainsi incomplet. La variable implicite de la distribution des intérêts comble les lacunes de cette théorie. Finalement, si les États ont en commun certains besoins de base (autonomie, survie, estime), la façon dont ils vont manifester ces besoins est fruit de l’interaction sociale.
Les trois cultures de l’anarchie
Nous avons vu plus haut qu’il existe plusieurs types d’anarchies. Elles se définissent toutes négativement par l’absence de pouvoir central, mais cette affirmation reste incomplète. Wendt dénombre trois cultures distinctes (quatre dans ses plus récents travaux sur la gouvernance mondiale), chacune nommée en l’honneur d’un philosophe politique. Dans tous les cas, les États adoptent des rôles spécifiques les uns avec les autres qui s’accompagnent de comportements caractéristiques.
Dans la culture hobbesienne (du philosophe anglais Thomas Hobbes), qui a dominé les affaires mondiales selon Wendt jusqu’au XVIIe siècle, chaque État voit ses pairs comme des ennemis. L’Autre est considéré comme une menace constante qui ne s’imposera aucune limite dans l’usage de la violence.
Dans la culture lockéenne (du philosophe anglais John Locke), qui caractérise l’État moderne depuis le Traité de Westphalie de 1648, les États se voient les uns les autres comme des rivaux. Ils peuvent utiliser la violence pour faire avancer leurs intérêts, mais ils n’iront jamais jusqu’à menacer l’existence corporative d’un autre État.
Dans la culture kantienne (du philosophe allemand Emmanuel Kant), qui émerge lentement dans les relations entre les démocraties, les États se voient comme des partenaires. Ils n’utiliseront pas la force les uns contre les autres, mais collaboreront plutôt pour faire face aux menaces à la sécurité.
Dans toutes ces cultures, les normes de comportement sont connues par les acteurs et sont partagées à un certain degré. Les normes peuvent être internalisées à trois niveaux. 
Au premier niveau, comparable à la vision du monde néoréaliste, la soumission à la norme découle uniquement de la coercition, l’acteur accepte en raison de la menace de punition provenant de la relative supériorité des autres acteurs.
Au second niveau, se rapprochant plutôt de la vision néolibérale, les acteurs se conforment aux normes, non parce qu’ils les jugent légitimes, mais simplement parce qu’ils y trouvent leur intérêt.
Au premier et au second niveau, l’accord est purement instrumental. Lorsque la balance des pouvoirs change ou que les coûts augmentent par rapport aux bénéfices, la norme est abandonnée.
Au troisième niveau, celui de la logique constructiviste, les États ont accepté les normes comme légitimes et faisant partie d’eux-mêmes. Ils s’identifient aux attentes des Autres et les incluent à l’intérieur de leur frontière cognitive. C’est seulement à ce niveau que la norme « construit » véritablement  les États en influençant leurs intérêts et leurs identités d’acteurs.
Puisqu’il y a trois formes de culture qui dépendent des normes suivies par les acteurs et trois degrés d’internalisation de ces normes, Wendt dépeint le système international comme étant à n’importe lequel d’un des neuf modes à un temps donné.  Sur un axe horizontal, de gauche à droite on retrouve les « degrés de coopération » représentés respectivement par les cultures Hobbesienne, Lockéenne et Kantienne. Sur un axe vertical, de bas en haut, se retrouvent les trois degrés d’internalisation.
La grille trois par trois offre quelques avantages. Elle permet entre autres de voir les systèmes conflictuels hobbesien comme un produit d’idées internalisées et partagées au troisième degré (une construction sociale) et pas seulement comme un produit de forces matérielles (la perspective réaliste). De plus, de hauts niveaux de coopération (une culture kantienne), peuvent être les produits d’un intérêt égoïste étroit si l’obéissance provient de la menace de punition (premier degré) ou des simples bénéfices de la coopération (second degré). Les conflits n’appuient donc pas le réalisme tout comme la coopération ne valide pas le libéralisme ou le constructivisme. Tout dépend en fait du degré d’internalisation, de la raison pourquoi l’acteur agit de manière coopérative ou conflictuelle, de la raison pour laquelle ils se traitent en ennemis, en rivaux ou en amis.
L’affirmation centrale de Wendt est que la culture dans laquelle les États se retrouvent à un temps donné dépend des pratiques sociales discursives qui reproduisent ou transforment les visions partagées de soi et des autres. L’anarchie est ce que les États en font. Un système hobbesien ne peut se perpétuer qu’à la condition que les acteurs continuent d’agir les uns face aux autres de manière égoïste et agressive. Une telle culture n’est pas le résultat inévitable de l’anarchie et de la distribution matérielle du pouvoir, comme l’affirment les néoréalistes. En fait, la realpolitik est une prophétie qui se réalise elle-même.
Si les acteurs agissent différemment, en traitant l’Autre de manière plus équitable, la culture hobbesienne peut progressivement évoluer vers une forme lockéenne ou kantienne. Il ne faut surtout pas oublier, nous dit Wendt, que les cultures ne sont pas des faits donnés, mais bien les produits de processus historiques et sociaux. Le « gros bon sens » d’aujourd’hui au sujet des relations internationales est lui-même un produit d’idées ayant évolué au fil des temps et pas une réflexion de la nature intrinsèque des États. En adoptant de nouvelles façons de faire, les États peuvent initier de nouvelles structures idéelles qui peuvent aider les acteurs a transcender les problèmes de l’action collective et les méfiances historiques.
La perspective constructiviste qui regarde l’égoïsme comme un produit du processus social nous aide à voir que l’intérêt personnel n’est pas une caractéristique essentielle et éternelle du comportement des acteurs. Comme l’affirme Wendt : « Si l’intérêt personnel n’est pas perpétué par la pratique, il disparaitra ».

## Publications anglophones

### Livres
- Social Theory of International Politics, Cambridge University Press, 1999,  (ISBN 0-521-46960-0)
- Quantum Mind and Social Science Unifying Physical and Social Ontology, Cambridge University Press, 2015,  (ISBN 9781107442924)

### Articles
- « The agent-structure problem in international relations theory » dans International Organization, vol. 41, no. 3, 1987.
- « Anarchy is what states make of it: the social construction of power politics » in International Organization, vol. 46, no. 2, 1992.
- « The Difference that Realism Makes: Social Science and the Politics of Consent. » (avec Ian Shapiro) dans Politics and Society, 20:197-223, 1992
- « Dependent State Formation and Third World Militarization » (avec Michael Barnett) dans Review of International Studies, 19, 321-347., 1993
- « Collective identity formation and the international state » dans American Political Science Review, vol. 88, no. 2, 1994.
- « Hierarchy Under Anarchy: Informal Empire and the East German State » (avec Daniel Friedheim), International Organization, 49, 689-721, 1995
- « Constructing international politics » dans International Security, vol. 20, no. 1, 1995.
- « On Constitution and Causation in International Relations » dans Review of International Studies, 24 (publication spéciale), 101-118, 1998
- « Driving with the rearview mirror: on the rational science of institutional design » dans International Organization, vol. 55, no. 4, 2001.
- « Why a world state is inevitable » dans European Journal of International Relations, vol. 9, no. 4, 2003.
- « The state as person in international theory » dans Review of International Studies, vol. 30, no. 2, 2004.
- « Sovereignty and the UFO » (avec Raymond Duvall) dans Political Theory, vol. 36, no. 4, 2008